# Storm Roux
Storm Roux (Ciudad del Cabo, Sudáfrica, 13 de enero de 1993) es un futbolista neozelandés que juega como defensor en el Central Coast Mariners F. C. de la A-League.
A nivel internacional, ganó el Campeonato Sub-20 de la OFC 2013 con Nueva Zelanda, mientras que acumula nueve participaciones en la selección mayor.

## Biografía
Roux nació en Sudáfrica pero se mudó a Nueva Zelanda a los tres años. Más tarde se mudó nuevamente a Australia, en su adolescencia. A pesar de su infancia multinacional, Storm ha declarado que se considera principalmente un neozelandés, pero retiene a las tres naciones.

## Carrera
En 2013, durante el mercado de verano de la A-League 2012-13, firmó un contrato profesional con el Perth Glory. El 26 de enero hizo su debut al ingresar a los 66 minutos en un encuentro ante el Brisbane Roar que finalizó como derrota para el Perth por 1-0.
Al finalizar la temporada 2012-13, luego de que Roux regresara de disputar la Copa Mundial Sub-20 de 2013, el Central Coast Mariners lo contrató. Luego de la A-League 2013-14 fue seleccionado para el A-League All Stars, un equipo conformado por los mejores jugadores de la liga australiana para enfrentar a Juventus. En 2018 dejó el elenco para firmar con el Melbourne Victory. Después de tres años en el club, en octubre de 2021 regresó al Central Coast Mariners.

## Selección nacional
Fue convocado para representar a Nueva Zelanda en el Campeonato Sub-20 de la OFC 2013 realizado en Fiyi, en donde los Junior All Whites vencieron en todas sus presentaciones, clasificando así a la Copa Mundial Sub-20 de Turquía 2013. Allí Roux jugó los tres partidos que su selección disputó. En 2015 disputó tres partidos con los Oly Whites en los Juegos del Pacífico.
Su primer partido con la selección absoluta lo disputó el 20 de noviembre de 2013 en la vuelta del repechaje para la Copa Mundial de 2014 ante México, encuentro que los All Whites perderían por 4-2. Fue convocado para la Copa FIFA Confederaciones 2017, aunque no disputó ningún encuentro.

#### Partidos y goles internacionales
| Partidos y goles internacionales | Partidos y goles internacionales | Partidos y goles internacionales | Partidos y goles internacionales | Partidos y goles internacionales | Partidos y goles internacionales           | Partidos y goles internacionales |
| #                                | Fecha                            | Estadio                          | Rival                            | Resultado                        | Competición                                | Gol(es)                          |
| -------------------------------- | -------------------------------- | -------------------------------- | -------------------------------- | -------------------------------- | ------------------------------------------ | -------------------------------- |
| 2013                             |                                  |                                  |                                  |                                  |                                            |                                  |
| 1                                | 20 de noviembre                  | Westpac Stadium, Wellington      | México                           | 2 – 4                            | Clasificación para la Copa Mundial de 2014 |                                  |
| 2014                             |                                  |                                  |                                  |                                  |                                            |                                  |
| 2                                | 5 de marzo                       | Estadio Olímpico, Tokio          | Japón                            | 2 – 4                            | Amistoso                                   |                                  |
| 3                                | 30 de mayo                       | Mount Smart Stadium, Auckland    | Sudáfrica                        | 0 – 0                            | Amistoso                                   |                                  |
| 4                                | 8 de septiembre                  | Estadio Pakhtakor, Taskent       | Uzbekistán                       | 1 – 3                            | Amistoso                                   |                                  |
| 5                                | 14 de noviembre                  | National Stadium, Nanchang       | China                            | 1 – 1                            | Amistoso                                   |                                  |
| 6                                | 18 de noviembre                  | 80th Birthday Stadium, Korat     | Tailandia                        | 0 – 2                            | Amistoso                                   |                                  |
| 2015                             |                                  |                                  |                                  |                                  |                                            |                                  |
| 7                                | 31 de marzo                      | Estadio Mundialista, Seúl        | Corea del Sur                    | 0 – 1                            | Amistoso                                   |                                  |
| 2017                             |                                  |                                  |                                  |                                  |                                            |                                  |
| 8                                | 1 de septiembre                  | Estadio North Harbour, Auckland  | Islas Salomón                    | 6 – 1                            | Clasificación para la Copa Mundial de 2018 |                                  |
| 9                                | 5 de septiembre                  | Estadio Lawson Tama, Honiara     | Islas Salomón                    | 2 – 2                            | Clasificación para la Copa Mundial de 2018 |                                  |

## Clubes
| Club                         | País      | Año       |
| ---------------------------- | --------- | --------- |
| Perth Glory F. C.            | Australia | 2013      |
| Central Coast Mariners F. C. | Australia | 2013-2018 |
| Melbourne Victory F. C.      | Australia | 2018-2021 |
| Central Coast Mariners F. C. | Australia | 2021-     |

## Palmarés

### Títulos internacionales
| Título                | Club (*)             | País | Año  |
| --------------------- | -------------------- | ---- | ---- |
| Campeonato Sub-20 OFC | Nueva Zelanda sub-20 | Fiyi | 2013 |

(*) Incluyendo la selección.